# Hadleigh (Essex)
Hadleigh – osada w Anglii, w hrabstwie Essex, w dystrykcie Castle Point. Leży 23 km na południowy wschód od miasta Chelmsford i 52 km na wschód od Londynu. Miasto liczy 18 300 mieszkańców.